# Cuisine monténégrine

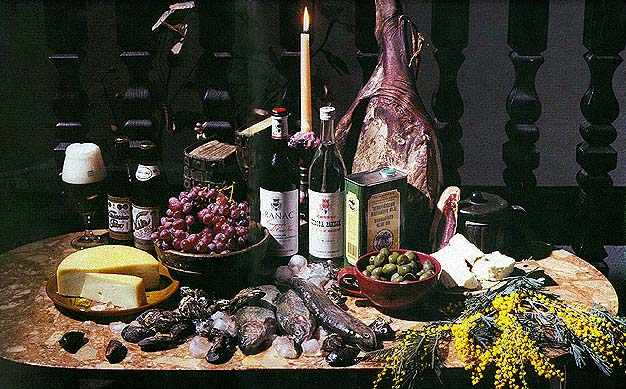
Repas monténégrin.

La cuisine monténégrine (encore appelée cuisine du Monténégro) désigne la cuisine traditionnelle du Monténégro, un pays d'Europe du Sud situé dans la péninsule balkanique.

## Ingrédients de base
Les ingrédients de base de la cuisine du Monténégro varient selon les régions. L'ouest du pays, bordé par le littoral, utilise essentiellement des tomates, des courgettes, des poivrons, des aubergines, de l'huile d'olive et du poisson. Dans l'intérieur des terres, très montagneux, les aliments sont plutôt à base de pommes de terre, de chou, d'oignon et de fromage. Le déjeuner se compose fréquemment d’un burek et d’un yaourt (kiśelo mlijeko).

## Influences
Les pains sont très semblables à ceux que l'on peut trouver en Italie. Les plus connus sont le pain pita, le razani, le ječmeniez et le psenični. La cuisine monténégrine est aussi influencée par la cuisine du Levant et de la Turquie.

## Conservation et cuisson
Parmi les techniques de préparation et de conservation utilisées : le saumurage (poissons, fromages, viandes), la fermentation lactique, la macération, le malossol, le fumage, le séchage.
Les modes de cuisson sont variés : mijotage, braisage, rôtissage, grillade. réduction, cuisson à l'étouffée, bouillon...

## Principaux plats monténégrins
- Kajmak

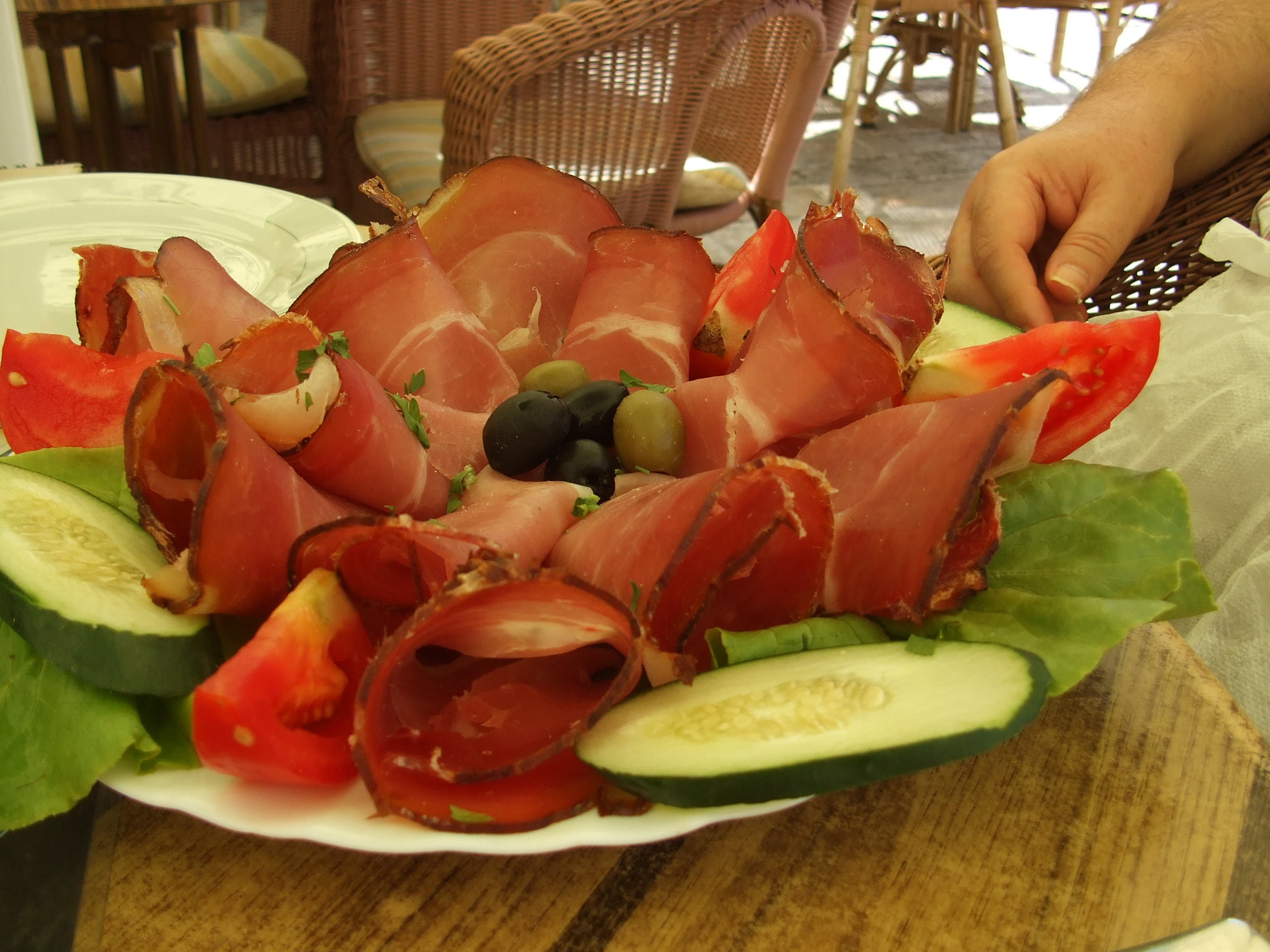
Jambon de Njeguši.

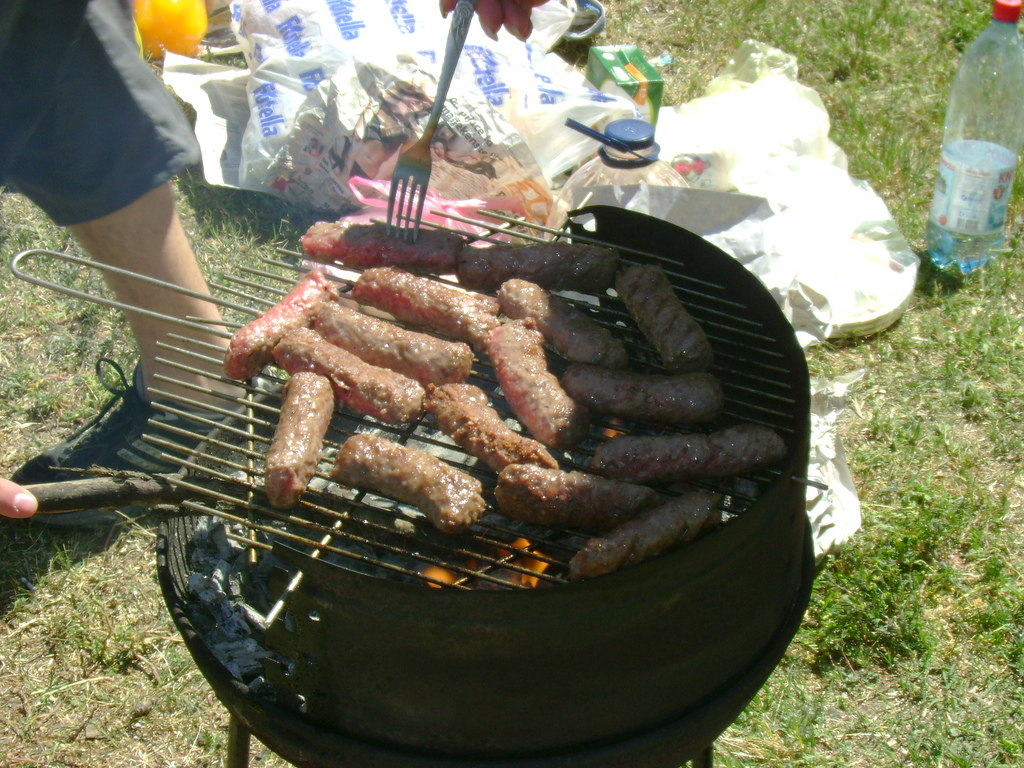
Ćevapi en préparation.

- Cicvara (ragoût de semoule de maïs, servi au petit déjeuner)
- Jagnjeća supa (bouillon d'agneau)
- Pastrva
- Japraca
- Zelena salata (salade verte)
- Skorup (fromage)
- Fromage de Njeguši
- Jambon de Njeguši
- Ćevapi
- Nikšićko
- Tulumba